# Elecciones municipales de Tacna de 2014
Las elecciones municipales de Tacna de 2014 se llevaron a cabo el 5 de octubre de 2014 para elegir al alcalde y al Concejo Provincial de Tacna para el periodo 2015-2018. La elección se celebró simultáneamente con elecciones regionales y municipales (provinciales y distritales) en todo el Perú.

## Sistema electoral
La Municipalidad Provincial de Tacna es el órgano administrativo y de gobierno de la provincia de Tacna. Está compuesta por el alcalde y el Concejo Provincial.
La votación del alcalde y el concejo se realiza en base al sufragio universal, que comprende a todos los ciudadanos nacionales mayores de dieciocho años, empadronados y residentes en la provincia de Tacna y en pleno goce de sus derechos políticos, así como a los ciudadanos no nacionales residentes y empadronados en la provincia de Tacna.
El Concejo Provincial de Tacna está compuesto por 13 regidores elegidos por sufragio directo para un período de cuatro (4) años, en forma conjunta con la elección del alcalde (quien lo preside). La votación es por lista cerrada y bloqueada. Se asigna a la lista ganadora los escaños según el método d'Hondt o la mitad más uno, lo que más le favorezca.

## Composición del Concejo Provincial de Tacna
La siguiente tabla muestra la composición del Concejo Provincial de Tacna antes de las elecciones.
| Partidos | Partidos                                      | Regidores |
| -------- | --------------------------------------------- | --------- |
|          | Tacna en Acción                               | 7         |
|          | Movimiento Independiente Regional Tacna Unida | 3         |
|          | Fonavistas del Perú                           | 1         |

## Partidos y candidatos
A continuación se muestra una lista de los principales partidos y alianzas electorales que participaron en las elecciones:
| Candidatura | Candidatura  | Partidos y alianzas                                          | Candidatos | Candidatos                | Ideología                                                          | Resultado previo | Resultado previo | Ref. |
| Candidatura | Candidatura  | Partidos y alianzas                                          | Candidatos | Candidatos                | Ideología                                                          | Votos (%)        | Reg.             | Ref. |
| ----------- | ------------ | ------------------------------------------------------------ | ---------- | ------------------------- | ------------------------------------------------------------------ | ---------------- | ---------------- | ---- |
|             | TA           | Lista - Tacna en Acción (TA)                                 |            | Fidel Carita Monroy       | Regionalismo tacneño                                               | 40.25%           | 7                |      |
|             | TU           | Lista - Movimiento Independiente Regional Tacna Unida (TU)   |            | Luis Torres Robledo       | Regionalismo tacneño                                               | 24.49%           | 3                |      |
|             | DD           | Lista - Democracia Directa (DD)                              |            | Julio Medina Castro       | Socialismo Nacionalismo de izquierda Ecologismo                    | 8.01%            | 1                |      |
|             | AP           | Lista - Acción Popular (AP)                                  |            | Jesús Gonzalez Marquezado | Partido atrapalotodo                                               | 5.23%            | 0                |      |
|             | R            | Lista - Recuperemos Tacna (R)                                |            | Marina Quihue de Cuadros  | Regionalismo tacneño                                               | 2.75%            | 0                |      |
|             | APP          | Lista - Alianza para el Progreso (APP)                       |            | Víctor Gandarillas Chávez | Liberalismo económico Conservadurismo liberal Populismo de derecha | 1.65%            | 0                |      |
|             | PP           | Lista - Perú Posible (PP)                                    |            | Patricia Vizcarra Daza    | Socioliberalismo Democracia liberal Tercera vía                    | 0.80%            | 0                |      |
|             | APRA         | Lista - Partido Aprista Peruano (APRA)                       |            | José Larrea Vega          | Aprismo                                                            | Nuevo            | Nuevo            |      |
|             | PPC          | Lista - Partido Popular Cristiano (PPC)                      |            | Pascual Güisa Bravo       | Democracia cristiana Conservadurismo social Liberalismo económico  | Nuevo            | Nuevo            |      |
|             | UPP          | Lista - Unión por el Perú (UPP)                              |            | Willy Méndez Chávez       | Nacionalismo de izquierda Socialdemocracia                         | Nuevo            | Nuevo            |      |
|             | SP           | Lista - Somos Perú (SP)                                      |            | Dionicia Pari Gonzales    | Democracia cristiana Conservadurismo social                        | Nuevo            | Nuevo            |      |
|             | VP           | Lista - Vamos Perú (VP)                                      |            | María Sotomayor Arredondo | Populismo Socialdemocracia                                         | Nuevo            | Nuevo            |      |
|             | Arriba Tacna | Lista - Arriba Tacna (Arriba Tacna)                          |            | Ángel Huanca Jarecca      | Regionalismo tacneño                                               | Nuevo            | Nuevo            |      |
|             | INCA         | Lista - Igualdad Nacional Cristiana Autónoma - INCA (INCA)   |            | Santos Liendo Morales     | Regionalismo tacneño Neonazismo Antichilenismo                     | Nuevo            | Nuevo            |      |
|             | MPAQA        | Lista - Movimiento Popular Aymara Quechua Amazonense (MPAQA) |            | Winder Turpo Huisa        | Regionalismo tacneño                                               | Nuevo            | Nuevo            |      |
|             | Tacna Libre  | Lista - Tacna Libre (Tacna Libre)                            |            | Lucy Zapata Ruiz          | Regionalismo tacneño                                               | Nuevo            | Nuevo            |      |

## Sondeos de opinión
Las siguientes tablas enumeran las estimaciones de la intención de voto en orden cronológico inverso, mostrando las más recientes primero y utilizando las fechas en las que se realizó el trabajo de campo de la encuesta. Cuando se desconocen las fechas del trabajo de campo, se proporciona la fecha de publicación.
Leyenda:
     Sondeo realizado en el periodo de prohibición legal de la difusión de sondeos de intención de voto.

### Intención de voto
La siguiente tabla enumera las estimaciones ponderadas (sin incluir votos en blanco y nulos) de la intención de voto.
|                                |            |   |      |      |     |     |     |      |  |  |  |  |  |
| Elecciones municipales de 2014 | 5 oct 2014 | — | 35.0 | 13.6 | 7.9 | 7.8 | 5.1 | 21.4 |  |  |  |  |  |
|                                |            |   |      |      |     |     |     |      |  |  |  |  |  |
| Ipsos Perú/América             | 5 oct 2014 | ? | 40.0 | 12.6 | 8.0 | –   | –   | 27.4 |  |  |  |  |  |

## Resultados

### Sumario general
| |                                                      |              |              |              |           |           |  |  |
| Partidos y coaliciones                                                                               | Partidos y coaliciones                               | Voto popular | Voto popular | Voto popular | Regidores | Regidores |  |  |
| Partidos y coaliciones                                                                               | Partidos y coaliciones                               | Votos        | %            | ±pp          | Total     | +/−       |  |  |
| | Movimiento Independiente Regional Fuerza Tacna (FT)  | 56,829       | 35.01        | +10.52       | 8         | +5        |  |  |
| | Democracia Directa (DD)1                             | 22,051       | 13.59        | +5.58        | 2         | +1        |  |  |
| | Partido Popular Cristiano (PPC)                      | 12,811       | 7.89         | n/a          | 1         | +1        |  |  |
| | Unión por el Perú (UPP)                              | 12,625       | 7.78         | n/a          | 1         | +1        |  |  |
| | Movimiento Popular Aymara Quechua Amazonense (MPAQA) | 8,292        | 5.11         | Nuevo        | 1         | +1        |  |  |
| | Vamos Perú (VP)                                      | 8,239        | 5.08         | Nuevo        | 0         | ±0        |  |  |
| | Alianza para el Progreso (APP)                       | 7,219        | 4.45         | +2.80        | 0         | ±0        |  |  |
| | Igualdad Nacional Cristiana Autónoma - INCA (INCA)   | 6,977        | 4.30         | Nuevo        | 0         | ±0        |  |  |
| | Tacna en Acción (Tacna en Acción)                    | 6,910        | 4.26         | –35.99       | 0         | –7        |  |  |
| | Arriba Tacna (Arriba Tacna)                          | 5,533        | 3.41         | Nuevo        | 0         | ±0        |  |  |
| | Somos Perú (SP)                                      | 3,240        | 2.00         | n/a          | 0         | ±0        |  |  |
| | Recuperemos Tacna (R)                                | 3,161        | 1.95         | –0.80        | 0         | ±0        |  |  |
| | Acción Popular (AP)                                  | 3,058        | 1.88         | –3.35        | 0         | ±0        |  |  |
| | Partido Aprista Peruano (APRA)                       | 2,460        | 1.52         | n/a          | 0         | ±0        |  |  |
| | Tacna Libre (Tacna Libre)                            | 1,885        | 1.16         | Nuevo        | 0         | ±0        |  |  |
| | Perú Posible (PP)                                    | 1,013        | 0.62         | –0.18        | 0         | ±0        |  |  |
| |                                                      |              |              |              |           |           |  |  |
| Total                                                                                                | Total                                                | 162,303      |              |              | 13        | +2        |  |  |
| |                                                      |              |              |              |           |           |  |  |
| Votos válidos                                                                                        | Votos válidos                                        | 162,303      | 84.34        | –0.16        |           |           |  |  |
| Votos en blanco                                                                                      | Votos en blanco                                      | 15,663       | 8.14         | –1.52        |           |           |  |  |
| Votos nulos                                                                                          | Votos nulos                                          | 14,477       | 7.52         | +1.68        |           |           |  |  |
| Votos emitidos                                                                                       | Votos emitidos                                       | 192,443      | 86.29        | –3.26        |           |           |  |  |
| Abstenciones                                                                                         | Abstenciones                                         | 30,583       | 13.71        | +3.26        |           |           |  |  |
| Votantes registrados                                                                                 | Votantes registrados                                 | 223,026      |              |              |           |           |  |  |
| |                                                      |              |              |              |           |           |  |  |
| Fuente:                                                                                              |                                                      |              |              |              |           |           |  |  |
| Notas al pie: 1 Comparado con los resultados de Fonavistas del Perú (FDP) en las elecciones de 2010. |                                                      |              |              |              |           |           |  |  |
| Notas al pie:                                                                                        |                                                      |              |              |              |           |           |  |  |
| 1 Comparado con los resultados de Fonavistas del Perú (FDP) en las elecciones de 2010.               |                                                      |              |              |              |           |           |  |  |

## Elecciones municipales distritales

### Resultados por distrito
La siguiente tabla enumera el control de los distritos de la provincia de Tacna. El cambio de mando de una organización política se resalta del color de ese partido.
| Distrito                             | Alcalde(sa) titular      | Partido político | Partido político        | Alcalde(sa) electo(a)     | Partido político | Partido político           |
| ------------------------------------ | ------------------------ | ---------------- | ----------------------- | ------------------------- | ---------------- | -------------------------- |
| Alto de la Alianza                   | Willy Méndez Chávez      |                  | Unión por el Perú       | Jesús Chambilla Gutiérrez |                  | Arriba Tacna               |
| Calana                               | Juan Ramos Arocutipa     |                  | Partido Aprista Peruano | Erick Vildoso Ale         |                  | Partido Aprista Peruano    |
| Ciudad Nueva                         | Hugo Mita Alanoca        |                  | Juntos por el Cambio    | Edgar Concori Coaquira    |                  | Somos Renovación Distrital |
| Coronel Gregorio Albarracín Lanchipa | Santiago Curi Velásquez  |                  | El Futuro es Ahora      | Segundo Ruiz Rubio        |                  | Siempre Tacna              |
| Inclán                               | Tito Chocano Rabanal     |                  | Acción Popular          | José Chávez Rejas         |                  | Fuerza Tacna               |
| Pachía                               | César Huayta Tintaya     |                  | Siempre Unidos          | Julio Choqueña Huamaní    |                  | Partido Humanista Peruano  |
| Palca                                | Aureliano Gutiérrez Ayca |                  | Siempre Unidos          | Wilber Tapia Alave        |                  | Desarrollo para Tacna      |
| Pocollay                             | Luis Ayca Cuadros        |                  | Siempre Tacna           | Leopoldo Loli Vargas      |                  | Vamos Perú                 |
| Sama                                 | Milton Juárez Vera       |                  | Contigo Tacna           | Wilson Bertolotto Ticona  |                  | Fuerza Tacna               |